# Distrito de Pedro Gálvez
El distrito de Pedro Gálvez es una de los siete que conforman la provincia de San Marcos, ubicada en el departamento de Cajamarca en el Norte del Perú. Su capital es la ciudad de San Marcos de Chondabamba.
Desde el punto de vista jerárquico de la Iglesia católica forma parte de la Diócesis de Cajamarca, sufragánea de la Arquidiócesis de Trujillo.

## Toponimia

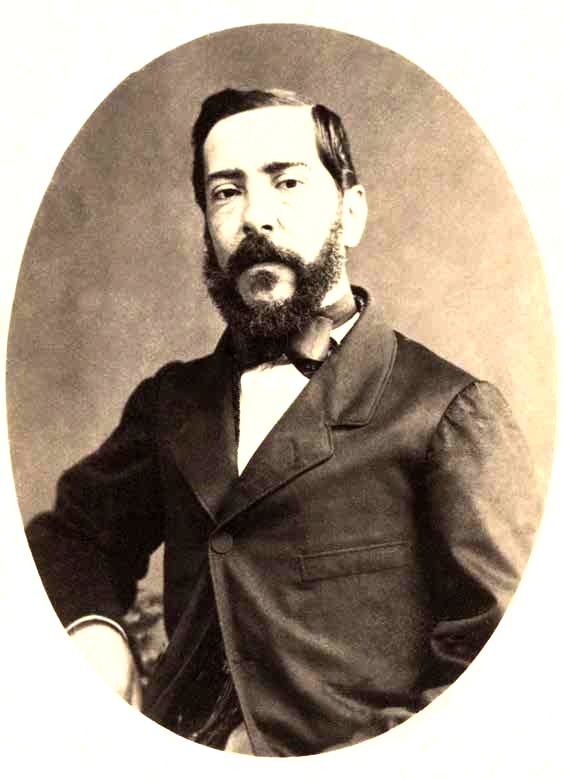
Pedro Gálvez Egúsquiza

En la Ley 24044 de diciembre de 1984 modificó el nombre del distrito de San Marcos a distrito de Pedro Gálvez para honrar la memoria de Pedro Gálvez Egúsquiza, abogado, político, educador y diplomático cajamarquino quien fuera uno de los dirigentes de la Revolución Liberal de 1854 que encabezó el general Ramón Castilla. Se le recuerda por haber sido el redactor del decreto que abolió el tributo de los indígenas.

## Historia
Durante el gobierno del presidente Ramón Castilla, por Ley del 2 de enero de 1857 se crea el distrito de San Marcos con su capital La Villa de San Marcos. Sin embargo, recién desde el 16 de abril de 1906, San Marcos cuenta con alcalde distrital, siendo el primero el ciudadano David Valera, y con libros de actas en archivo municipal, desde 1944.
Mediante Ley N.º 23508 del 11 de diciembre de 1982, en el gobierno del Presidente Fernando Belaúnde, se crea la Provincia de San Marcos, que incluye a los distritos de San Marcos, Ichocán, Paucamarca, Shirac y La Grama. La inauguración de la provincia se hace el 18 de diciembre, siendo alcalde el ciudadano Augusto Velásquez Espinoza.
Según Ley 24044, del 27 de diciembre de 1984, en el segundo gobierno del Presidente Fernando Belaúnde, se crea un distrito más y se cambian los nombres de los distritos, mas no las capitales, quedando como Pedro Gálvez con su capital la ciudad de San Marcos, capital de la provincia.

## Geografía
Abarca una superficie de 238,74 km² y está habitado por unas 17 109 personas según el censo del 2005.
Comprende altitudes que van desde los 1 500 hasta los 4 156 m s. n. m., en ella se puede distinguir tanto valles interandinos como zonas de jalca y puna y una gran diversidad de microclimas que lo convierten en una zona atractiva y muy especial para los visitantes.

## Capital
La capital del distrito es la ciudad de San Marcos, ubicado a 2 251 m s. n. m.

## Autoridades

### Municipales
- 2011 - 2014[2]
  - Alcalde: Flavio Carlos Machuca Romero, del Partido Alianza para el Progreso (APEP).
  - Regidores: Julio Edilberto Carrera Marín (APEP), Pedro Seferino Sánchez Bueno (APEP), Julia Sevillano Tirado (APEP), Luz Haydee Flores Gonzales (APEP), Ronald Orlando Araujo Pita (APEP), Lelis Wilson Abanto Cotrina (APEP), Serapio Flores Díaz (Afirmación Social), Ciro Wilmot Olórtegui Jiménez (Afirmación Social), Estuardo Régulo Regalado Pastor (Fuerza Social).[3]

### Policiales
- Comisario:  PNP.

### Religiosas
- Diócesis de Cajamarca[4]
  - Obispo: Mons. José Carmelo Martínez Lázaro, OAR

## Clima

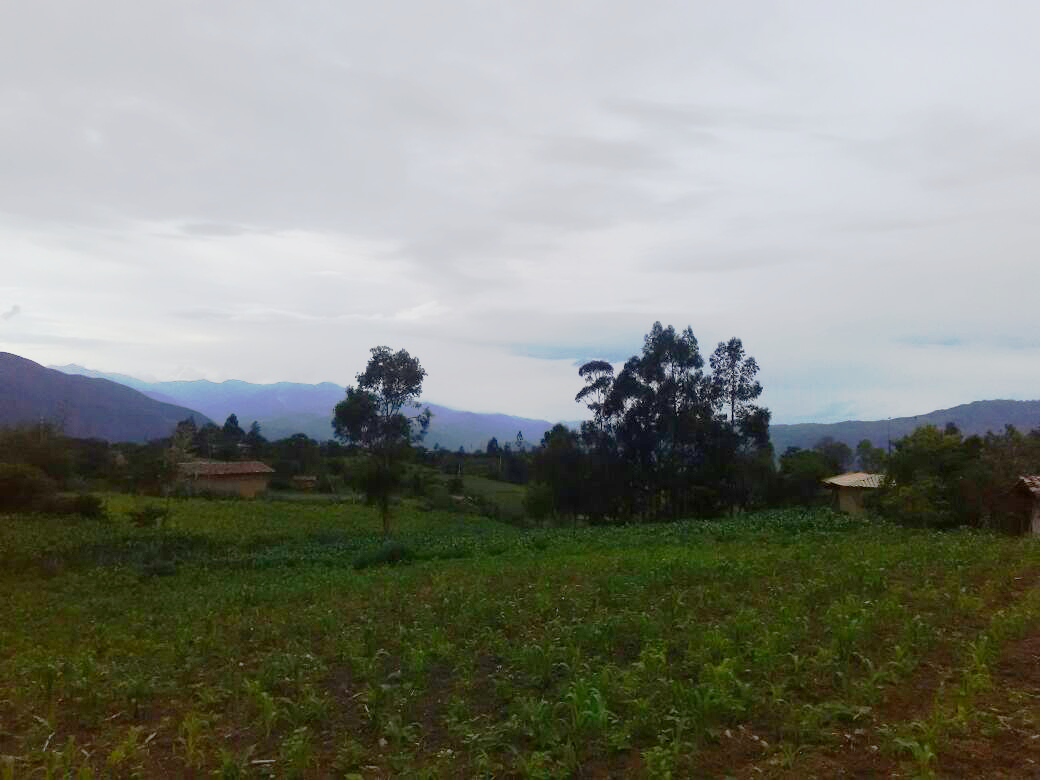
Paisaje de la localidad de Vallicopampa.

Se identifica una gran variedad climática, desde cálido – seco hasta sub – húmedo y frío; siendo notoria la diferencia de temperaturas mínimas y máximas o nocturnas y diurnas. Tiene como límites climáticos una temperatura promedio anual de 18-30 °C para el caso de los valles interandinos, de 15-20 °C en la zona quechua y de 8-15 °C en la zona de jalca. 
La precipitación promedio anual varía de 600 a 800mm y la humedad relativa es de 60-70% de acuerdo a la estación.
Los vientos predominan de julio a septiembre, la época de lluvia se presenta en los meses de octubre a abril y el verano de mayo a septiembre.

## Gastronomía
Los platos típicos en San Marcos se cultivan gran variedad de productos alimenticios, los mismos que forman parte de variados y nutritivos platos típicos, aunque en muchos de los casos no son propios, poseen cierta peculiaridad que los hacen distinguir.
- Cuy con papa

Es el más representativo de la provincia y se sirve en ocasiones especiales. Está preparado a base de papa guisada o aderezada y cuy frito, acompañado de arroz de trigo o trigo pelado cocinado.
- El puchero

Es preparado con repollo, granos de arrozcarne de cerdo o tocino. Es un platillo característico de las fiestas rurales y por lo general se lo sirve acompañado yuca y camote sancochado además de la famosa cancha de maíz.
- El potaje de minga

Es un plato preparado con mote aderezado, acompañado de sopa de chochoca espesa y los conocidos discos o cachangas. Este plato también se suele servir en los velorios.
- El ruche

Es un potaje muy nutritivo preparado con trigo al que previamente se lo ruche o quita la cáscara; también lleva menestra (por lo general arveja) y algún tipo de carne.
- Mote jetón

Es un plato preparado sobre la base de mote (maíz pelado) y frijol seco. Es muy delicioso y nutritivo, la mayoría de amas de casa lo acompaña con tocino o pata de res y al servir se adorna con yerba buena picada.
- El zango de trigo

El trigo tostado y molido va a acompañar un aderezo y de esta manera dar lugar a un delicioso plato que se acostumbra mucho para los trabajos comunales en el Distrito de Gregorio Pita - Paucamarca.